# André Breitbarth
André Breitbarth (* 6. April 1990 in Gifhorn, Niedersachsen) ist ein deutscher Judoka, der in der Gewichtsklasse über 100 kg antritt.
Der deutsche Jugendmeister von 2005 gewann bei den U17-Europameisterschaften 2006 die Silbermedaille. 2008 erkämpfte Breitbarth Bronze bei den U20-Europameisterschaften, 2009 kam Bronze bei den U20-Weltmeisterschaften hinzu. 2010 siegte er bei den U23-Europameisterschaften, 2011 und 2012 erhielt er jeweils die Bronzemedaille. 2013 und 2014 war Breitbarth Deutscher Meister. Bei den Europameisterschaften 2014 erkämpfte er die Bronzemedaille sowohl in der Einzelwertung als auch mit der Mannschaft. 2015 unterlag Breitbarth im Finale der Deutschen Meisterschaften gegen Thomas Pille. Bei den Europaspielen 2015 erreichte Breitbarth den siebten Platz, bei den Weltmeisterschaften in Astana platzierte er sich als Fünfter. Bei seiner ersten Olympiateilnahme 2016 in Rio de Janeiro schied er in der ersten Runde aus.
Breitbarth startet für den SFV Europa Braunschweig.